# Дезінтегратор
Дезінтегратор (рос.дезинтегратор, англ. disintegrator, scrubber, нім. Desintegrator m, Schleudermühle f) — 

Особливості конструкції і принцип роботи дезінтегратора відцентрового типу: 1 — завантажувальний пристрій, 2 — розгінний ротор, 3 — відбійні плити, 4 — підвіска, 5 — вал ротора, 6 — муфта, 7 — розвантажувальний лоток, 8 — шків приводу ротора, 9 — обичайка, 10 — відбійні плити вугільної форми, 11 — розгінні ребра, 12 — зносостійка пластина.

1) Стержнева дробарка або млин, машина для руйнування крихких малоабразивних матеріалів (сухої глини, вугілля, коксу, солі, торфу, сірки тощо). Складається з двох роторів (кошиків), які обертаються у протилежні сторони, насаджених на співвісні вали й взятих в кожух. На дисках роторів по концентричних колах розташовані 2-4 ряди циліндричних пальців (бил) так, що кожний ряд одного ротора вільно проходить між двома рядами іншого. Крупність завантажуваного матеріалу 60-90 мм, а дробленого 0,5-0,1 мм. При подрібненні вугілля продуктивність Д. великого розміру (діаметр ротора 1250 мм) 80-90 т/год.
2) Дезінтегратор барабанний — машина для розпушення і промивання водою пухких матеріалів крупністю до 250–300 мм. Являє собою циліндричний або конічний барабан, що обертається на опорних роликах за допомогою зубчатої передачі або через фрикційний ролик від електродвигуна. Розрізняють протитічні й прямотічні Д.
3) Апарат для очищення промислових газів від дрібних твердих або рідких частинок.